# Brotli
A Brotli (vagy Brötli) tömörítési algoritmus egy nyílt forráskódú adattömörítő könyvtár(gyűjtemény), melyet Jyrki Alakuijala és Szabadka Zoltán fejlesztett. Nem azonos a Zopfli tömörítő módszerrel, melynek fejlesztését szintén a Google támogatta. A Brotli korábbi megoldásokhoz képest lassabb és visszafelé nem kompatibilis megoldásokat tartalmaz, de cserébe jóval hatékonyabb tömörítést tesz lehetővé.
Az eljárás a nevét a spanyol brötli nevű svájci péksütemény után kapta. 
A Brotli alapja az LZ77 algoritmus, a Huffman-kódolás, valamint a másodrendű kontextus modellezés. A Brotlit használja a Web Open Font Format webes betűkészlet.
A Brotli első verziója 2013-ban jelent meg egy aszimmetrikus egymenetes tömörítési eljárással. 2015 szeptemberében lett előzetes internetszabvány az eljárásból.
Megnövelték a veszteségmentes adattömörítés teljesítményét, a kódoló eljárást részben újraírták, a tömörítési arány növekedett, növelték a be- és kitömörítés sebességét, csökkentették a memóriaigényét.